# Азартні ігри в Нігерії
Азартні ігри в Нігерії регламентовані дуже посередньо. Хоча існує місцевий закон про азартні ігри, в країні діє багато нелегальних казино. Легальні наземні казино розташовані у двох найбільших містах. Найбільшим казино є Federal Palace в однойменному готелі в Лагосі. Закон Нігерії зосереджується на заходах щодо зменшення відмивання грошей та запобіганню незаконним азартним іграм.

## Закон про азартні ігри
Азартні ігри в Нігерії регулюються Національною комісією з регулювання лотереї. Лотерею було легалізовано Законом про національну лотерею 2005 року. Азартні ігри визначені главою 22 Закону про Кримінальний кодекс, прийнятим 1990 року. Закон поділяє ігри на дві категорії: легальні та нелегальні. До легальних відносять лотереї, наземні казино та спортивні ставки. Натомість, рулетка, ігри в кості та неліцензовані картярські ігри є незаконними. Закон регулює діяльність ігрових автоматів, і лише ліцензовані оператори можуть організовувати такі ігри. Боротьба з відмивання грошей регламентується Законом про заборону відмивання грошей 2011 року.
2020 року країна почала розробку закону, згідно якого оператори азартних ігор повинні будуть сплачувати ліцензійний збір у 20 млн найр (~52 тис. $). Окрім того, організатор ігор повинен буде мати зареєстровану в країні компанію та мати статутний фонд розміром також щонайменше 20 млн найр.
Закон має скасувати всі чинні закони цієї сфери: такі як Закон про державні лотереї Лагосу, Закон 2008 року, Закон про державні лотереї Лагосу (2004) та Закон про регулювання казино та ігор (2007). Цей закон має консолідувати законодавство, що регулює цю сферу в країні, адже раніше за це відповідали кілька прийнятих у різні роки законів.

## Азартні ігри в інтернеті
Онлайн-казино в Нігерії регулюються Нігерійською лотерейною комісією. Усі букмекери зобов'язані отримати ліцензію комісії. Закон не регламентує діяльність казино в інтернеті, місцеві провайдери не обмежують доступ до місцевих або закордонних ігорних сайтів. При цьому, компанії, що діють в онлайні, зобов'язані дотримуватися норм та законів, що стосуються наземних казино.
Чисельність населення та поширення доступу до інтернету робить Нігерію одним з найбільш конкурентоспроможних ринків азартних ігор Африки. Мінімально дозволений вік для участі в азартних іграх складає 18 років.
Місцеві букмекери не мають перешкод від держави у переказах грошей для ставок за кордон. Користувачі натомість можуть переказувати гроші за допомогою банківських карток, електронних гаманців, таких як Skrill або Neteller. Не існує законодавчих обмежень чи блокування подібних послуг.